# Biological Conservation
Biological Conservation es una revista científica revisada por pares dedicada a la biología de conservación. La revista fue establecida en 1968, y publica volúmenes de forma mensual por la editorial Elsevier. El Editor en jefe actual es Vincent Devictor, miembro del Instituto de Ciencias Evolutivas de la Universidad de Montpellier. Tiene una opción de acceso abierto.
La revista está afiliada con la Sociedad para Biología de la Conservación.

## Resúmenes e indexación
La revista se encuentra indexada y catalogada en las siguientes bases de datos:
- AGRICOLA
- Biological and Agricultural Index
- Elsevier BIOBASE
- Cambridge Scientific Abstracts
- Current Advances in Ecological Sciences
- Current Contents/Agricultura, Biología y Ciencias ambientales
- EMBASE
- Energy Information Abstracts
- Environmental Periodicals Bibliography
- GEOBASE
- Science Citation Index
- Scopus